# Sofia Puche de Mendlewicz
Sofia Puche de Mendlewicz (Barcelona, 10 de maig de 1916- 16 d'abril de 2015) fou una pianista i pedagoga musical catalana.
Acabats els estudis superiors al Conservatori Municipal de Barcelona, estudià amb els mestres de piano més famosos, entre els quals Alfred Cortot, amic íntim de Gabriel Fauré, qui, d'entre els seus elogis, remarcà la seva "perfecta i emotiva sensibilitat".
Durant la dècada de 1940 oferí nombrosos concerts, despuntant tant a nivell estatal, com en cas de les nombroses actuacions al Palau de la Música de Barcelona, com arreu d'Europa.
Tot i el seu gran èxit internacional, Sofia Puche decidí dedicar-se plenament a la tasca pedagògica, així consagrant, des de la seva càtedra del Conservatori Municipal de Barcelona, grans músics com Miquel Farré, Maria Carme Poch, Joan Massià, Carles Marquès, Maria Rosa Ribas, Jordi Vilaprinyó, Antoni-Olaf Sabater, Albert Guinovart i altres.
De la seva discografia, destaquen Música pianística catalana, Sonatas de Castilla i Cuatro Piezas españolas (de Falla).
Sofia Puche també va abocar importants esforços per ajudar els joves artistes a introduir-se en el competitiu món professional. Així, l'Associació per a la Promoció de Joves Intèrprets Sofia Puche organitza diversos concursos anuals de piano.
També destaca la revisió de partitures en edicions Boileau, com els Cinc nocturns de Manuel Blancafort o la Sonatina Antiga.

## Discografia
- Música pianística catalana. Obres de Zamacois, Frederic Mompou i Manuel Blancafort. (1964)
- Música pianística española. Obres de Joaquín Rodrigo i Manuel de Falla (1966)
- Obras pianísticas de Turina interpretadas por Sofía Puche (1968)
- Sis barcaroles de Gabriel Fauré. (1987)
- Sis Nocturns. De Gabriel Fauré. (1987)
- Lieder. Aiguaforts. Obres de Zamacois. Interpretació amb Enriqueta Tarrés. (1989)
- Cants íntims De Manuel Blancafort (1989)
- Sis Sonets. D'Eduard Toldrà. (1992)
- El Parc d'atraccions. De Manuel Blancafort (1996)[4]